# Той, хто шепоче в пітьмі
«Той, хто шепоче в пітьмі» (The Whisperer in Darkness), в інших перекладах «Шепіт у пітьмі», «Шепотун у пітьмі» — повість американського письменника Г. Ф. Лавкрафта, обсягом 26 000 слів. Написана у лютому-вересні 1930 року, вона була вперше опублікована у Weird Tales у серпні 1931 року. Подібно до оповідання «Барва з позамежжя світу» (1927), це суміш жахів і наукової фантастики. Незважаючи на те, що в ній багато посилань на Міфи Ктулху, ця історія не є центральною частиною міфів, а відображає зрушення у тогочасній творчості Лавкрафта в бік наукової фантастики. Історія також знайомить читача із Мі-Го, позаземною расою грибоподібних істот.

## Сюжет
Історію розповідає Альберт Н. Вілмарт, викладач літератури в Міскатонікському університеті в Аркґемі, штат Массачусетс. Коли місцеві газети повідомляють про дивних істот, яких бачили в річках під час історичної повені у Вермонті, Вілмарт втягується у полеміку щодо реальності та значення побаченого. Він стає на бік скептиків, звинувачуючи у виникненні таких історій старі легенди про чудовиськ, які живуть на безлюдних пагорбах та  викрадають людей, що підходять надто близько до їхньої території.
Вілмарт отримує листа від Генрі Вентворта Ейкелі, чоловіка, який живе в ізольованому фермерському будинку поблизу Таунсенда, штат Вермонт. Він стверджує, що має докази, які переконають Вілмарта, що він повинен перестати сумніватися в існуванні цих істот. Вілмарт та Ейкелі обмінюються листами, в яких розповідається про позаземну расу, яка разом з людьми-агентами проводить обряди поклоніння кільком сутностям, включаючи Ктулху та Ньярлатотепа, котрий «матиме вигляд людини, воскову маску і одяг, які приховають його зовнішність».
Агенти перехоплюють повідомлення Ейкелі та щовечора нападають на його будинок. Відбувається перестрілка, і багато сторожових собак Ейкелі гинуть, як і кілька агентів. Пізніше Ейкелі повідомляє, що вбив кількох представників позаземної раси, описуючи, що вони мають неприємну на вигляд зеленувату рідину замість крові. Хоча Ейкелі розповідає багато у своїх листах, він раптово змінює своє ставлення. Він пише, що зустрічався з істотами і дізнався, що вони миролюбні. Більше того, вони навчили його чудесам, які перевершують уяву. Він закликає Вілмарта відвідати його та привезти листи та фотографії, які Ейкелі йому надіслав. Вілмарт неохоче погоджується.
Вілмарт приїздить і бачить Ейкелі в жалюгідному фізичному стані, що нерухомо сидить в кріслі в темряві. Ейкелі розповідає Вілмарту про істот і чудеса, які вони йому відкрили.
Він також розповідає, що істоти можуть хірургічним шляхом вийняти людський мозок і помістити його в контейнер, в якому мозок може жити нескінченно довго і витримувати суворі випробування космічних подорожей. Ейкелі каже, що погодився здійснити таку подорож, і вказує на циліндр зі своїм іменем. Вілмарт також слухає розповідь мозку у циліндрі, який через підключені до нього пристрої розповідає про позитивні аспекти подорожі та аргументує, чому Вілмарт має разом з ними здійснити подорож до Юґґота, форпосту істот на Плутоні. Під час цих розмов Вілмарт відчуває невиразне почуття занепокоєння, особливо через дивний шепіт Ейкелі, схожий на дзижчання.
Уночі Вілмарт, якому не спиться, підслуховує тривожну розмову кількох голосів, деякі з яких звучать дуже дивно. Коли вони замовкають, він тихо спускається вниз, щоб подивитися, що відбулося. Він виявляє, що Ейкелі зник, але халат, у який він був одягнений, лежить на кріслі. Ретельно оглянувши складки халата, він робить жахливе відкриття, що змушує його втекти з будинку, викравши машину Ейкелі.
Коли представники влади наступного дня проводять розслідування, вони не знаходять нічого, окрім слідів куль на будинку. Ейкелі зник разом із усіма речовими доказами присутності іншопланетян.
Наприкінці оповідання Вілмарт розповідає про знахідку, через яку він злякався і втік: на кріслі лежало обличчя та руки Ейкелі. Їх використала якась нелюдська істота, щоб замаскувати себе під людину. Тепер він вірить із жахливою впевненістю, що в циліндрі в тій темній кімнаті вже містився мозок Генрі Вентворта Ейкелі.

## Персонажі
Альберт Вілмарт
Оповідач історії, Альберт Н. Вілмарт, описаний як фольклорист і доцент англійської мови в Міскатонікському університеті. Він досліджує дивні події, які сталися після історичної повені у Вермонті 1927 року.
Вілмарт також згадується в романі Лавкрафта «У горах божевілля», де оповідач зауважує, що жалкує, що він «вів тривалі бесіди з університетським фольклористом Вілмартом, людиною ерудованою, але неприємною». В іншому місці історія посилається на «фантастичні оповідки колеги-фольклориста з факультету англійської мови Міскатонікського університету про космічних прибульців у навколишніх горах».
Вілмарт є головним героєм роману Фріца Лайбера «To Arkham and the Stars», який написаний і дія якого ймовірно розгортається в 1966 році, коли професор, якому вже виповнилося 70 років, очолює кафедру літератури Міскатонікського університету. Лейбер описує його як «стрункого [і] сівоволосого», з «глузливою сардонічною ноткою в голосі, яка змусила декого називати його «неприємним», а не просто «дуже» ерудованим». Професор визнає, що підтримує «тісніші стосунки з мешканцями Плутона та Юґґота, ніж, мабуть, припускає навіть старий Дайер».
Вілмарт зауважує в історії: «Після того, як ви провели своє доросле життя в Міскатоніці, ви виявляєте, що у вас виникло розуміння відмінності між уявним і реальним, яке значно відрізняється від стадного».
У романі Брайана Ламлі The Burrowers Beneath і його продовженнях Фонд Вілмарта є організацією, що базується в  Аркґемі і займається боротьбою з тим, що Ламлі називає божествами циклу Ктулху.
Роберт М. Прайс описує Вілмарта як «зразкового головного героя Лавкрафта... Вілмарт на початку історії перебуває у блаженному нерозумінні і занадто пізно дізнається жахливу правду, і робить це лише після тривалої боротьби зі своїм початковим раціоналістичним скептицизмом».
У романі Лоуренса Кінга 2018 року Haunted Hills припускається, що Вілмарт повернувся на ферму Ейкелі, а його замінив «той, що шепоче у пітьмі» – Мі-Го. Під виглядом доктора Вілмарта Мі-Го повертається до Міскатонікського університету, очікуючи на виконання своєї мети перебування на Землі.
Генрі Ейкелі
Генрі Вентворт Ейкелі — фольклорист із Вермонта та кореспондент Альберта Вілмарта. Генрі Ейкелі є видатним науковцем, ймовірно, у царині дослідженні фольклору. Його дружина померла в 1901 році після того, як народила його єдиного спадкоємця, Джорджа Гудінафа Ейкелі. Вийшовши на пенсію, Ейкелі повернувся до свого родинного дому, двоповерхового фермерського будинку на Вермонтських пагорбах поблизу схилів Темної гори. У вересні 1928 року його відвідав професор Вілмарт, який досліджував химерні легенди краю. Невдовзі після цього Ейкелі таємничим чином зник зі свого будинку на вершині гори, хоча Вілмарт вважав, що він став жертвою підступів зловісних грибоподібних істот з Юґґота. С. Т. Джоші припустив, що істота, яка маскується під Ейкелі, насправді може бути Ньярлатотепом, посилаючись на те, що співають Мі-Го на фонографічному записі: «Все має бути сказано Ньярлатотепу, Могутньому Посланцю. І він матиме вигляд людини, воскову маску і одяг, які приховають його зовнішність, і спуститься долі з країни Семи Сонць, щоб насміятися...» Він пише, що «це здається чітким натяком на Ньярлатотепа, який використовує обличчя та руки Ейкелі, щоб замаскуватися під нього, але якщо так, то це означає, що в цей час Ньярлатотеп у тілесній формі є одним із “грибів” — особливо якщо, як здається ймовірним, Ньярлатотеп є одним із двох голосів, схожих на дзижчання, які Альберт Вілмарт підслуховує наприкінці». Джоші зазначає, що це проблематично, тому що «якщо Ньярлатотеп є (як критики назвали це) “оборотнем”, то чому він повинен одягати обличчя та руки Ейкелі замість того, щоб просто змінити  свою зовнішність, щоб виглядати, як Ейкелі?».
У своєму продовженні повісті «Той, хто шепоче в пітьмі», яке називається «Documents in the Case of Elizabeth Akeley» (1982), Річард А. Лупофф досліджує ідею про те, що Ейкелі не став жертвою Мі-Го, як припускається в книзі, а натомість приєднався до них добровільно. Лупофф також припускає, що Ейкелі був позашлюбним сином Абеднего Ейкелі, служителя вермонтської секти «Церква Зоряної Мудрості» («Starry Wisdom Church»), і Сари Філліпс, служниці Абеднего.
Джордж Гудінаф Ейкелі
Ейкелі згадується у повісті «Той, що шепоче у пітьмі» як син Генрі Вентворта Ейкелі. Згідно з текстом повісті, Джордж переїхав до Сан-Дієго, штат Каліфорнія, після того, як його батько вийшов на пенсію.
У оповіданні Фріца Лайбера «The Terror From the Depths» 1976 року згадується, як у 1937 році Ейкелі консультувався в своєму будинку в Сан-Дієго з професором Альбертом Вілмартом.
У творі «Documents in the Case of Elizabeth Akeley» Річарда А. Лупоффа 1982 року, продовженні повісті «Той, хто шепоче в пітьмі», описується, як Ейкелі, натхненний євангелісткою Еймі Макферсон, заснував секту під назвою «Братство духовного світла» («Spiritual Light Brotherhood») та став її лідером – «Сяючим батьком» («Radiant Father»). Після його смерті цю роль перейняла його онука Елізабет Ейкелі.
У 1928 році Лавкрафт подорожував по сільській місцевості Вермонту з чоловіком на ім'я Артур Гудінаф. Під час своєї прогулянки він зустрів місцевого фермера з іменем, яке разюче нагадує ім'я нещасливого героя оповідання Лавкрафта: Берт Г. Ейкелі .
Нойес
Здебільшого невідомий чоловік, який є союзником Мі-Го, або Прибульців Ззовні і пов’язаний як зі зникненням місцевого фермера, чоловіка на ім’я Браун, так і з охороною табору Мі-Го. Він допоміг Вілмарту після його прибуття в Бреттлборо та відвіз його до будинку Ейкелі. Після цього під час своєї втечі Вілмарт бачив і чув Нойеса, який спав на дивані.
У романі Лоуренса Кінга «Haunted Hills» 2018 року Нойес повертається як заразом помічник і перешкода в зловісній змові Мі-Го, «який шепоче».